# Анка, Пол
Пол Альберт Анка (англ. Paul Albert Anka, род. 30 июля 1941, Оттава, Канада) — канадско-американский автор-исполнитель и актёр ливанского происхождения, звезда эстрадного рок-н-ролла и кумир подростков 1950-х годов, прославившийся хитами «Diana», «Lonely Boy» и «You Are My Destiny». Как автор песен, создал настоящие хиты для Майкла Джексона и Тома Джонса.

## Ранние годы
Анка родился в Оттаве, провинция Онтарио, в семье Камелии (урожденной Таннис) и Эндрю Эмиля Анки-старшего, владельца ресторана Locanda. Его родители оба были ливанского происхождения. Его отец приехал в Канаду из Баб-Тума, Дамаск, Сирия, а его мать была иммигранткой из Ливана. Его мать умерла, когда ему было 18 лет.
Он пел с хором Антиохийского православного собора Святого Илии под руководством Фредерика Карама, у которого он изучал теорию музыки. Он учился игре на фортепиано у Уиннифред Рис. Учился в средней школе Фишер-Парк, где был частью вокального трио под названием The Bobby Soxers.

## Карьера

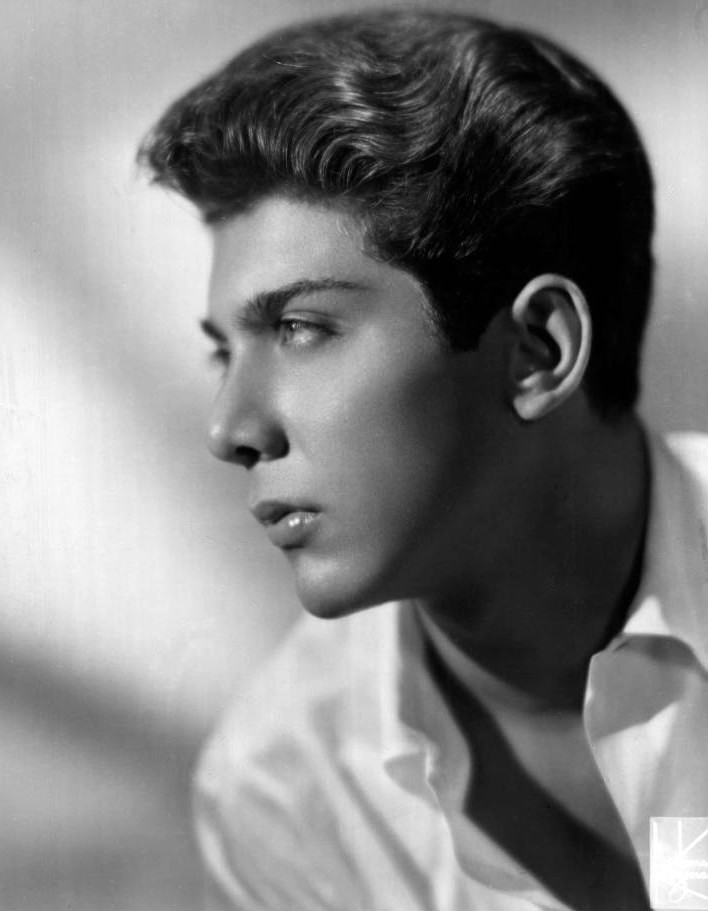
Анка в 1961 году

Анке едва исполнилось 16 лет, когда хит-парады по обе стороны Атлантики покорила песня «Diana», написанная им о своей бывшей няне. Точное количество проданных пластинок неизвестно, по некоторым оценкам — не менее 10 миллионов. Если это соответствует действительности, то на тот момент это был самый успешный сингл в истории после «White Christmas» Бинга Кросби.
«Diana» и последовавшие за ним синглы «You Are My Destiny» и «Lonely Boy» сделали Анку одним из ведущих кумиров тинэйджеров конца 1950-х, наряду с его ровесниками Бобби Дарином и Риком Нельсоном. В отличие от них, однако, карьера Пола сложилась удачно и после того, как подростки потеряли интерес к исполняемой им музыке.
К 20 годам Анка уже имел собственный лейбл, а в его активе числилось 125 песен, написанных не только для себя, но и для других популярных исполнителей. В частности, последним добавлением к репертуару безвременно погибшего Бадди Холли стала написанная Анкой песня «It Doesn’t Matter Anymore». Он же написал музыкальную тему к «Tonight Show», не сходившему с телеэкранов США на протяжении трёх десятилетий.

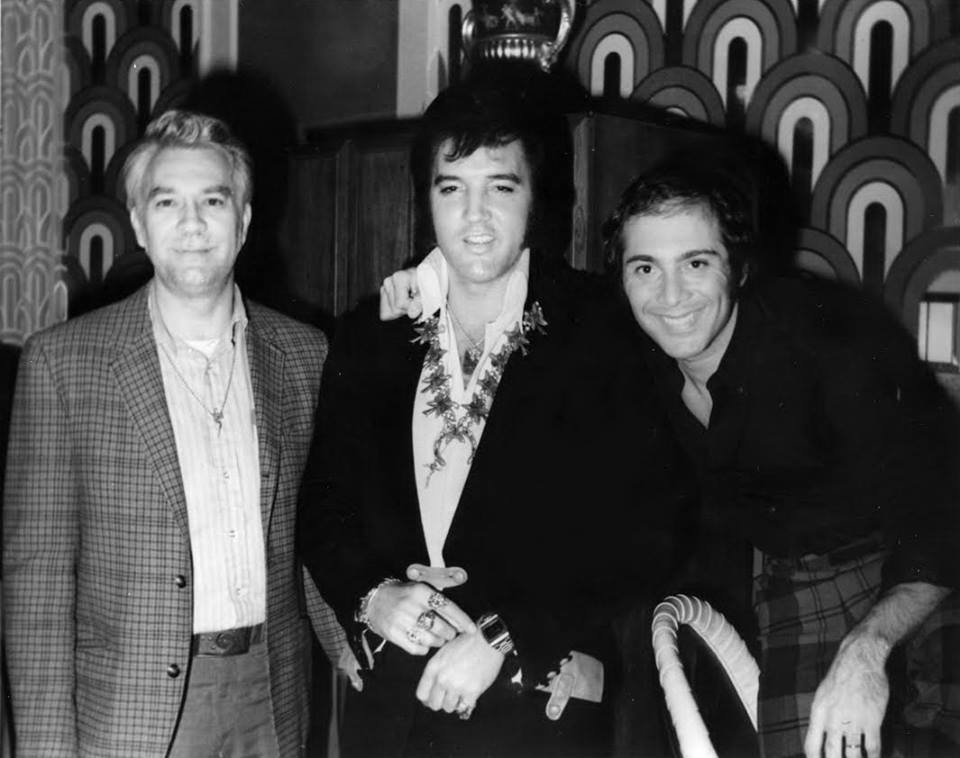
Анка с Элвисом Пресли и Биллом Портером в 1972 году

Пол Анка одним из первых стал давать выступления в Лас-Вегасе, не переставая напоминать о себе появлениями в кинофильмах. Именно он написал для Фрэнка Синатры английский текст его знаковой песни «My Way», а для Тома Джонса написал его самый большой американский хит — «She’s a Lady» (1971). Начиная с 1963 года Пол Анка перестал появляться в американских чартах: лишь одна его песня вошла в Top 40 Billboard Hot 100. Однако, в 1974 году состоялось возвращение: исполненная им дуэтом с Одией Коутс «Having My Baby» достигла первой строчки хит-парада. Успешными были и два следующих сингла дуэта («One Man Woman/One Woman Man» и «I Don’t Like to Sleep Alone»); они придали новый импульс и сольной карьере певца: его альбом Anka (1974) стал золотым, а сингл «Times of Your Life» поднялся до 7 места.
В 2005 году 64-летний певец выпустил альбом Rock Swings, на котором перепел в манере «под Синатру» такие рок-хиты последних десятилетий, как «Smells Like Teen Spirit» и «Black Hole Sun». Два года спустя вышел его новый альбом Classic Songs: My Way, в который вошли его дуэты с Майклом Бубле и Джоном Бон Джови.
В апреле 2008 года Пол Анка выступил в московском клубе «Б1 Максимум»; в ходе концерта он много импровизировал, рассказывал о себе и семье, а кроме того, «танцевал с дамами в бриллиантах, фотографировался с весёлыми компаниями, пел, забравшись на стол».

## Личная жизнь
Анка был женат на Анне де Зогеб, дочери ливанского дипломата Шарля де Зогеба, с 1963 по 2001 год. Пара познакомилась в 1962 году в Сан-Хуане, Пуэрто-Рико, где она работала фотомоделью по заданию и по контракту в агентстве Эйлин Форд. Зогеб, выросшая в Египте, имеет ливанское, английское, французское, голландское и греческое происхождение. Пара поженилась в следующем году на церемонии в аэропорту Париж-Орли.
Дочь Аманда Анка.
6 сентября 1990 года Анка, живший в США с конца 50-х годов, принял американское гражданство (стал натурализованным гражданином Соединенных Штатов).
В 2008 году Анка женился на своем личном тренере Анне Обер (Anna Åberg) на Сардинии, Италия. Они развелись в 2010 году, Пол получил полную опеку над их сыном.
Автобиография Анки «Мой путь», написанная в соавторстве с Дэвидом Далтоном, была опубликована в 2013 году.
В октябре 2016 года Анка женился на Лизе Пембертон, в Беверли-Хиллз. Они развелись в 2020 году.

## Дискография

### Альбомы (избранное)
- Paul Anka, Buddah, 1971.
- Jubilation, Buddah, 1972.
- Anka, United Artists, 1974.
- Feelings, United Artists, 1975.
- Times of Your Life, United Artists, 1975.
- The Painter, United Artists, 1976.
- The Music Man, United Artists, 1977[1]

### Синглы (избранное)
- Diana (1957)
- I Love You, Baby (1957)
- Crazy Love (1958) — испаноязычная версия песни — Loco amor — звучит в фильме «Я — Куба»;
- You Are My Destiny (1958)
- Let the Bells Keep Ringing (1958)
- Midnight (1958)
- Just Young (1958).
- All of a Sudden My Heart Sings (1958)
- I Miss You So (1959).
- Put Your Head on My Shoulder (1959)
- It’s Time to Cry (1959)
- Lonely Boy (1959)
- I Miss You So (1959)
- (All of A Sudden) My Heart Sings (1959)
- Puppy Love (1960)
- My Home Town, 1960.
- Something Happened, 1960.
- Hello, Young Lovers, 1960.
- I Love You in the Same Old Way, 1960.
- Summer’s Gone, 1960.
- Tonight My Love, Tonight (1961)
- The Story of My Love, 1961.
- Dance On, Little Girl, 1961.
- Kissin' on the Phone, 1961.
- Cinderella, 1961.
- Love Me Warm and Tender, 1962.
- A Steel Guitar and a Glass of Wine, 1962.
- Every Night, 1962.
- Eso Beso (That Kiss) (1962)
- Love Makes the World Go 'Round, 1963.
- Remember Diana, 1963.
- Hello, Jim, 1963.
- Did You Have a Happy Birthday?, 1963.
- Do I Love You (1972)
- (You’re) Having My Baby (1974) — дуэт с Одией Коутс
- I Don’t Like to Sleep Alone (1974) — с О. Коутс
- One Man Woman/One Woman Man (1974) — с О. Коутс
- Times of Your Life (1975)
- Feelings (1975)
- The Painter (1977)
- The Music Man (1977)
- Walk a Fine Line (1983)
- It’s Hard to Say Goodbye (1986) — дуэт с Реджиной Веласкес
- Somebody Loves You (1989)
- It’s Hard to Say Goodbye (1998) — с Селин Дион
- Rock Swings (2005)

## В компьютерных играх
В игре Hitman: Contracts в миссии «The Meat King’s Party» звучит песня «Put your head on my shoulder», которую слушает маньяк, похитивший дочь заказчика.
В игре Fallout: New Vegas звучит песня "Diana" на радио Новой Америки.